# Lajos Tichy
Lajos Tichy (Budapest, 21 de març de 1935 – Budapest, 6 de gener de 1999) va ser un destacat futbolista hongarès dels anys 50 i 60.

## Biografia
Lajos Tichy va néixer el 21 de març de 1935. Va jugar de davanter al Budapest Honvéd FC, club amb el qual disputà 320 partits i marcà 247 gols a la lliga hongaresa. Amb la selecció de futbol d'Hongria jugà 72 partits i marcà 51 gols. Disputà tres fases finals de Copes del Món els anys 1958 (on marcà 4 gols), 1962 (tres gols) i 1966. Posteriorment fou entrenador de les categories inferiors del seu club, l'Honved. Va morir el 6 de gener de 1999 a Budapest.

## Trajectòria esportiva
- Honved Budapest 1953-1971, 320 partits, 247 gols